# Goldsworthy Lowes Dickinson

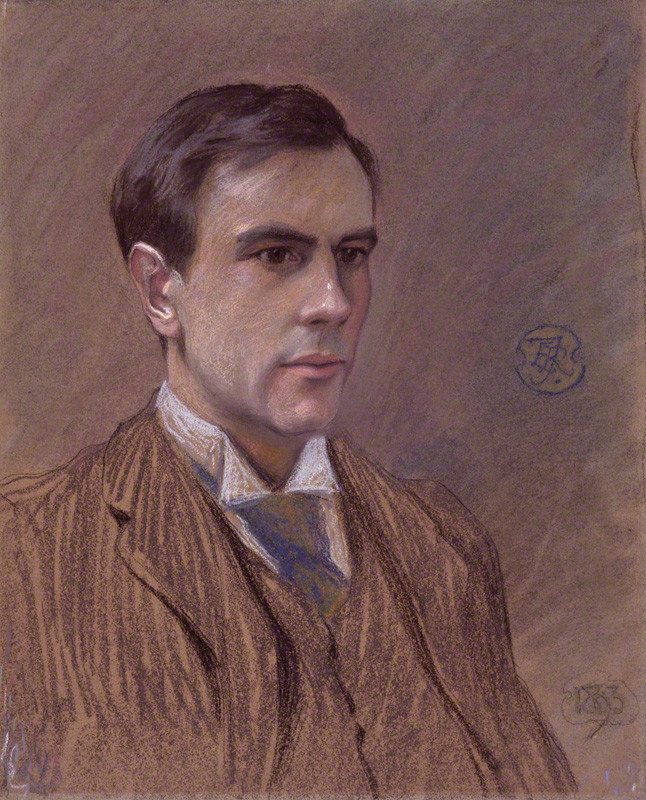
Dickinson im Jahr 1893, von Roger Fry

Goldsworthy Lowes Dickinson (* 6. August 1862 in London; † 3. August 1932) war ein britischer Historiker, Politikwissenschafter und Philosoph.

## Leben
Goldsworthy Lowes Dickinson war ein Sohn des Grafikers, Malers und Sozialisten Lowes Cato Dickinson und dessen Ehefrau Margaret Ellen Williams. Er ging zunächst in seiner Heimatstadt London zur Schule, besuchte dann in Chertsey ein Internat und bezog schließlich das King’s College der Universität Cambridge. 1884 graduierte er mit einem first class degree. Nach einer Reise in die Niederlande und nach Deutschland kehrte er im folgenden Jahr nach Cambridge zurück, wurde in die Reihe der Geheimgesellschaft Cambridge Apostles gewählt und nahm dort ein Medizinstudium auf. Dieses Studium schloss er 1888 ab, nahm aber ein erneutes Philosophiestudium am King’s College auf.
Von 1896 an war Dickinson Fellow für Geschichtswissenschaften am King’s College. Bis 1920 unterrichtete er dort diese sowie die gerade erst als Wissenschaft etablierte Soziologie. Darüber hinaus lehrte er an der London School of Economics. Darüber hinaus äußerte er sich als politischer Publizist und war auch als populärwissenschaftlicher Autor tätig, etwa mit dem mehrfach aufgelegten Buch The Greek View of Life aus dem Jahr 1896. In seinen Publikationen für ein breites Publikum nahmen philosophische, moralische und ideengeschichtliche Elemente großen Raum neben der Ereignisgeschichte ein.
Politisch positionierte sich Dickinson als Sozialist, der eine stärker partizipatorische Demokratie forderte. Zudem war er Pazifist und schloss sich beim Ausbruch des Ersten Weltkriegs der Union of Democratic Control an. Im gleichen Jahr legte er, wie mehrere Denker seiner Zeit, einen Entwurf für einen Völkerbund vor, zunächst auf Europa beschränkt, in den folgenden Jahren zunehmend mit weltweiter Perspektive. Von der realen Umsetzung nach dem Ende des Krieges war er aber enttäuscht, da der Völkerbund einige Staaten ausschloss und nichts Grundlegendes an der Konkurrenz zwischen den Nationen ändere.
Goldsworthy lebte homosexuell.